# TV Araguaia
TV Araguaia é uma emissora de televisão brasileira sediada em Alto Araguaia, cidade do estado de Mato Grosso. Opera no canal 6 (38 UHF digital) e é afiliada à Record. Pertence ao Grupo Mato-grossense de Comunicação, que também controla na cidade a TV Santa Rita, afiliada à Rede Bandeirantes.

## História

Logotipo utilizado pela emissora de 2017 a 2022.

A emissora foi fundada em 2006 como TV Integração pelos empresários João Zaiden, Marizeth Zaiden e Astrid Waldschmidt. A emissora fazia parte do Grupo Cidade de Comunicação, que também era composto pela emissora de rádio irmã Rádio Cidade (740 AM).
Em março de 2017, a TV Integração foi vendida ao Grupo Mato-grossense de Comunicação, que também é composto por outras emissoras afiliadas à RecordTV no interior de Mato Grosso, e assumiu a nomenclatura RecordTV Alto Araguaia. Em 3 de abril, estreou uma nova programação, composta por duas edições do Balanço Geral Alto Araguaia.

Logotipo utilizado pela emissora de 2022 a 2023.

Em 20 de janeiro de 2022, a emissora alterou mais uma vez sua nomenclatura, tornando-se TV Araguaia.

## Sinal digital
| PSIP | Canal  | Proporção de tela | Programação                                   |
| ---- | ------ | ----------------- | --------------------------------------------- |
| 6.1  | 38 UHF | 1080i             | Programação principal da TV Araguaia / Record |

A TV Araguaia foi autorizada a implantar seu sinal digital por meio de um ato do Ministério das Comunicações de 16 de dezembro de 2015, que autoriza, à Tupi Comunicações Ltda., o uso do canal 38 UHF digital no município de Alto Araguaia. A emissora deu início às operações digitais no canal 6.1 virtual em 1° de dezembro de 2022.

## Programas
Além de retransmitir a programação nacional da Record e estadual da TV Vila Real, a TV Araguaia também produz e exibe os seguintes programas:
- Arena: Programa sobre rodeios;
- Balanço Geral Alto Araguaia: Jornalístico;[9]
- Balanço Geral Alto Araguaia Edição de Sábado: Jornalístico;[10]
- Cidade Alerta Alto Araguaia: Jornalístico;[11]

Diversos outros programas compuseram a grade da emissora, e foram descontinuados:
- Araguaia no Ar 1ª Edição
- Araguaia no Ar 2ª Edição
- Araguaia Record
- Balanço Geral 2ª Edição
- Balanço Geral Alto Araguaia Edição de Sábado
- Bate Bola
- Oliveira Filho Entrevista
- Sábado da Gente

## Equipe

### Membros atuais
- Henrique Leal

### Apresentadores antigos
- Ana Martins
- Lucas Machado
- Igor Baggio
- Luiz Otávio
- Sérgio Lopes

### Repórteres antigos
- Astrid Maia[14]
- Bruna Souza[15]
- Gisele Mudeh[16]
- Igor Baggio[17]
- José Nildo[18]
- Lucas Machado[19]
- Luiz Neto[20]
- Rogério Rodrigues[21]
- Vicente Barreto[22]